# Jukka Hentunen
Jukka Hentunen, född 3 maj 1974 i Jorois i Finland, är en ishockeyspelare som för närvarande spelar för Jokerit.
Jukka Hentunen har spelat i NHL under en säsong (2001/2002) där han spelade för Calgary Flames och Nashville Predators. 
Han har spelat flitigt i det finska landslaget på senare år och har bland annat spelat 5 VM-slutspel och dessutom vunnit OS-silver 2006 i Turin samt spelat final i World Cup 2004.